# Ancillina
Ancillina là một chi ốc biển, là động vật thân mềm chân bụng sống ở biển trong họ Olividae.

## Các loài
Các loài thuộc chi Gracilancilla bao gồm:
- Gracilancilla lindae Petuch, 1987[2]
- Gracilancilla sumatrana Thiele, 1925[3]